# Château Puton
Le château Puton est un château de la commune du Clerjus au sud du département des Vosges en région Lorraine.

## Histoire
Le château est construit au XVIIIe siècle par le maître de forges et fermier général Georges Puton (1679-1737). Il a entre autres dirigé la manufacture royale de Bains-les-Bains de 1733 à 1737.
À ce jour, le château ne fait l'objet d'aucune inscription ou classement au titre des monuments historiques. Son nom est mentionné sur les cartes IGN au 25 000e, au nord-ouest du village.
D'autres maîtres de forges ont construit des châteaux au XIXe siècle. On peut citer par exemple le château de La Chaudeau de la famille de Buyer, situé en Haute-Saône au sud du Clerjus, et le château de Semouse de la famille de Pruines sur la commune de Xertigny. Tous ces châteaux ont été construits lors de la période la plus florissante des forges de la Vôge.

## Description
Le château a une forme de U, enserrant une cour fermée par une grille et un portail. L'élévation comprend un rez-de-chaussée et deux étages.

## Source
Jean-François Michel, Châteaux des Vosges, Nouvelles Éditions latines  (ISBN 2-7233-0039-0)